# 鄧志恒
鄧志恒（Tang Chi Hang，1992年1月21日—），生於香港，香港籃球運動員，司職大前鋒，現時效力香港甲一籃球聯賽球隊永倫。

## 籃球生涯
鄧志恒生於香港，中學就讀九龍工業學校，到16歲轉讀傳統名校英華書院，於2012年加盟福建，並獲得愈來愈多上陣時間，到2015年8月轉會全港首支職業籃球隊東方，可是他於2016年6月17日對南華的季後賽總決賽途中，南華球員羅意庭及東方球員李琪在搶籃板期間發生衝突，而鄧志恒就從後備席衝入球場，最後他被球證逐離場，而香港籃總最後判他需要停賽三場及緩刑兩場，結果東方以場數負南華屈居亞軍。
到2016年12月，鄧志恒首度隨東方到不同國家參與ABL，可是季初由於正選大前鋒方誠義受傷，使作為替補的鄧志恒獲得西班牙籍教練艾度托利斯賞識，在11月27日作客台灣高雄聖徒的首場聯賽，便正選登場協助東方以90–79大勝對手，就算當方誠義復出後，鄧志恒都在ABL持續有上陣機會，結果他於季尾協助東方於5場3勝制的總決賽，以場數3–1首度參賽即奪得冠軍。
2017/18ABL賽季，由於常規正選方誠義離隊，季初更有中鋒胡卓斌受傷休養，加上負責鎮守內線的43歲外援萊恩摩斯經常於比賽初段受個犯纏身，令鄧志恒上陣時間比首季大增，防守表現備受教練團及隊友讚賞，更在2017年12月21日主場對新加坡騰飛之獅的賽事，把握著萊恩摩斯犯規離場的機會，從掩護到籃板到防守都一手包辦，打出生涯代表作，結果協助東方以82–79勝出。
2021年，鄧志恒離開東方，改投另一支香港甲一籃球聯賽球隊滿貫。

## 球場以外
鄧志恒小時候是想當消防員，但中學後就想做職業足球員，而選擇14號球衣的原因是因為他喜愛法國國家隊前鋒亨利。

## 外部連結
- 鄧志恆在fiba.basketball（英语）
- 鄧志恆在Eurobasket.com（球員）（英语）
- 鄧志恆在RealGM（英语）
- 鄧志恆在Flashscore（英语）
- ABL官網球員註冊資料